# محافظة طريب
محافظة طريب هي إحدى محافظات منطقة عسير في السعودية، وعاصمتها الإدارية مدينة طريب.

## السكان
- بلغ عدد سكان محافظة طريب (22,298) نسمة حسب تعداد السعودية 2022.[1]
- بلغ مجموع عدد سكان محافظة طريب ومراكزها 31766 نسمة عام 2010.[2]

## المراكز التابعة لها
- المضة مركز فئة (أ)
- الصبيخة مركز فئة (أ)
- الغضاة مركز فئة (ب)
- الخنقة مركز فئة (ب)
- ملحة الحباب مركز فئة (ب)
- عرقة مركز فئة (ب)

## التركيب الجيولوجي
طريب جزء من الدرع العربي ـ النوبي الذي حدث فيه الانهدام الأفريقي الآسيوي العظيم في الزمن الجيولوجي الثالث، ويشكل هذا الدرع الذي يمتد على طول الجناح الغربي لشبه الجزيرة العربية من الصخور والغطاءات البركانية والرسوبيه والتي تشاهد كثيراً في الجبال والوديان المحيطة بطريب، وكذلك على أنواع من الصخور المتحولة عن الصخور الرسوبية البركانية.

### الأودية
يجري وادي طريب يجري فيما بين العرين ويعرى إذ إن المجرى الأعلى لهذا الوادي يبدأ من سراة عبيدة قحطان ذاتها ولكن في موضع إلى الغرب من وادي العرين، ويخترق منطقة الجوف التابعة لسراة عبيده ثم يتجه في منطقة طريب نحو الشمال مروراً بالغضاة ثم بالمضه ثم الصبيخه ثم كتنة ال مهدي وجاش حتى يلتحم بوادي تثليث والذي ينتهي إلى وادي الدواسر.

## المناخ
يتبع مناخ المنطقة الجنوبية الغربية من المملكة العربية السعودية ويمتاز هذا المناخ بالحرارة المرتفعة صيفاً مع الدفئ شتاءً في السهول وتختص طريب بمناخ السهول الشرقية لمرتفعات منطقة عسير والتي تتميز باعتدال الحرارة وصغر المدى الحراري وانخفاض الرطوبة النسبية ووفرة الأمطار نسبياً. وتوجد أنواع عديدة من النباتات الصحراوية التي تمتاز بها المنطقة وهي نتيجة للمناخ السائد وأهم أنواع النباتات : الطلح، السدر، السلم، العوشز، الأسحل، الألب، السوجر، السمر، البشام، الحرمل، الخزام، المرار، القرض، العرفج، الضرم، الشذا، الزقوم.